# Diocesi di Ho
La diocesi di Ho (in latino Dioecesis Hoënsis) è una sede della Chiesa cattolica in Ghana suffraganea dell'arcidiocesi di Accra. Nel 2021 contava 221.670 battezzati su 765.270 abitanti. È retta dal vescovo Emmanuel Fianu, S.V.D.

## Territorio
La diocesi comprende i seguenti distretti della regione del Volta in Ghana: Adaklu-Anyigbe, Distretto municipale di Ho, Dayi Sud, Kpando e Hohoe.
Sede vescovile è la città di Ho, dove si trova la cattedrale del Sacro Cuore.
Il territorio è suddiviso in 31 parrocchie.

## Storia
La diocesi è stata eretta il 19 dicembre 1994 in seguito alla divisione della diocesi di Keta-Ho, dalla quale ha tratto origine anche la diocesi di Keta-Akatsi.

## Cronotassi dei vescovi
Si omettono i periodi di sede vacante non superiori ai 2 anni o non storicamente accertati.
- Francis Anani Kofi Lodonu (19 dicembre 1994 - 14 luglio 2015 ritirato)
- Emmanuel Fianu, S.V.D., dal 14 luglio 2015

## Statistiche
La diocesi nel 2021 su una popolazione di 765.270 persone contava 221.670 battezzati, corrispondenti al 29,0% del totale.
| anno | popolazione | popolazione | popolazione | presbiteri | presbiteri | presbiteri | presbiteri                | diaconi | religiosi | religiosi | parrocchie |
| anno | battezzati  | totale      | %           | numero     | secolari   | regolari   | battezzati per presbitero | diaconi | uomini    | donne     | parrocchie |
| ---- | ----------- | ----------- | ----------- | ---------- | ---------- | ---------- | ------------------------- | ------- | --------- | --------- | ---------- |
| 1999 | 244.720     | 811.200     | 30,2        | 56         | 54         | 2          | 4.370                     | 1       | 6         | 32        | 19         |
| 2000 | 251.890     | 816.716     | 30,8        | 55         | 53         | 2          | 4.579                     | 1       | 6         | 42        | 19         |
| 2001 | 164.685     | 494.072     | 33,3        | 56         | 53         | 3          | 2.940                     | 1       | 8         | 30        | 19         |
| 2002 | 167.485     | 502.471     | 33,3        | 56         | 53         | 3          | 2.990                     | 1       | 9         | 33        | 19         |
| 2003 | 170.145     | 510.500     | 33,3        | 61         | 57         | 4          | 2.789                     | 1       | 12        | 27        | 19         |
| 2004 | 172.802     | 523.457     | 33,0        | 57         | 53         | 4          | 3.031                     | 1       | 12        | 28        | 19         |
| 2006 | 176.664     | 526.948     | 33,5        | 56         | 52         | 4          | 3.154                     | 1       | 12        | 33        | 21         |
| 2013 | 200.670     | 658.845     | 30,5        | 82         | 78         | 4          | 2.447                     |         | 11        | 81        | 28         |
| 2016 | 209.302     | 694.210     | 30,1        | 78         | 76         | 2          | 2.683                     |         | 9         | 85        | 29         |
| 2019 | 212.120     | 732.300     | 29,0        | 91         | 84         | 7          | 2.330                     |         | 14        | 48        | 29         |
| 2021 | 221.670     | 765.270     | 29,0        | 89         | 82         | 7          | 2.490                     |         | 9         | 41        | 31         |